# Сакатека

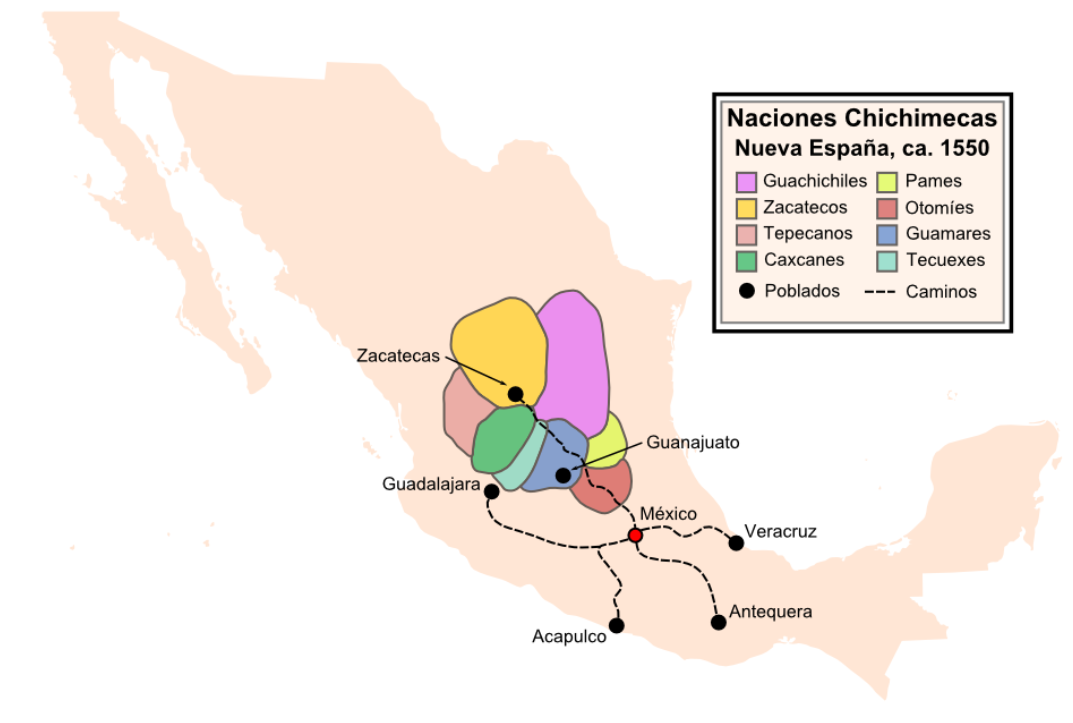
Карта проживання народу сакатека та прилеглих народів протягом 16 століття

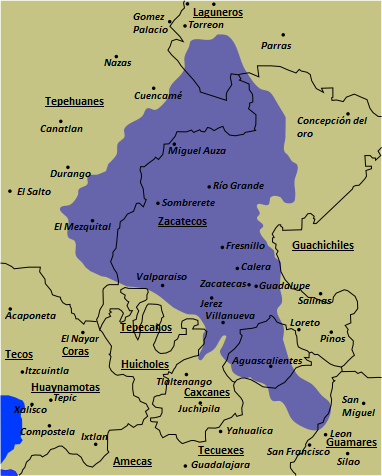
Територія сакатека

Сакатеко або Сакатека (ісп. Zacateco) — це назва корінного народу Мексики, який ацтеки називали чичимеками. Вони мешкали на більшій частині територій нинішнього штату Сакатекас та в північно-східній частині Дуранго. У них багато прямих нащадків, але більшість їхніх традицій і пам'яток культури згодом зникли. Великі концентрації сучасних нащадків можуть проживати в Сакатекасі та Дуранго, а також інших великих містах Мексики.

## Назва
«Zacateco» — це мексиканське похідне від оригінального слова науатль Zacatecatl, перетворене в мексиканській іспанській мові як Zacatecas, назва, надана штату та місту. Цю назву ацтеки дали людям, що населяють регіон, у якому було багато трави, називаної сакатл. Цей регіон ацтеки називали Сакатлан.

## Історія
Народ сакатека об'єднався у воєнному порядку з іншими народами чичимеків, утворивши Конфедерацію Чичимеків, щоб перемогти іспанців під час Чичимецької війни (1550—1590).

## Географія
На схід і північ вони межували з землями гуачичілів. Їхні території простягались до меж тепехуанів на захід біля Дуранго. На півночі їхня земля межує з племенами Іррітілас або Лагуна, до Куенкаме і Паррасу. Їхні основні населені пункти були в Мальпаї, навколо Пеньон-Бланко та навколо Серро-де-ла-Буфа. Територія тягнулася до теперішнього Лос-Альтос-Халіско та території Касканів.

## Культура

### Спосіб життя
Більшість сакатека були кочовими людьми. І чоловіки, і жінки мали волосся до пояса. Деякі племена чичимеків заплітали коси. Вони прикрашали тіло фарбами та татуюваннями, щоб відрізнятись від інших племен. Було відомо, що сакатека носять шкірні покриви нижче колін і шкірні пов'язки на чолі. Іноді вони носили сандалі на шкіряній підошві. Вони були «граціозними, сильними, міцними і безбородими». Колись Хуан Баутіста де Помар сказав: "Сакатека — найкращі лучники у світі".

### Релігія
Сакатека були кочовим племенем, і, як відомо, не будували храми. Їхніми єдиними відомими божествами були сонце, місяць і певні зірки. Вони віддавали їм данину квітами, ароматними травами, танцями та приносили в жертву людей.

## Висновок
Сакатека як культура зникли завдяки асиміляції та метисізації мексиканського народу. Однак багато їхніх прямих нащадків і нині сконцентровано в центральній Мексиці. Враховуючи все це, надзвичайно важко навіть орієнтовно оцінити чисельність їхніх нащадків. 